# Wilhelm von Gloeden

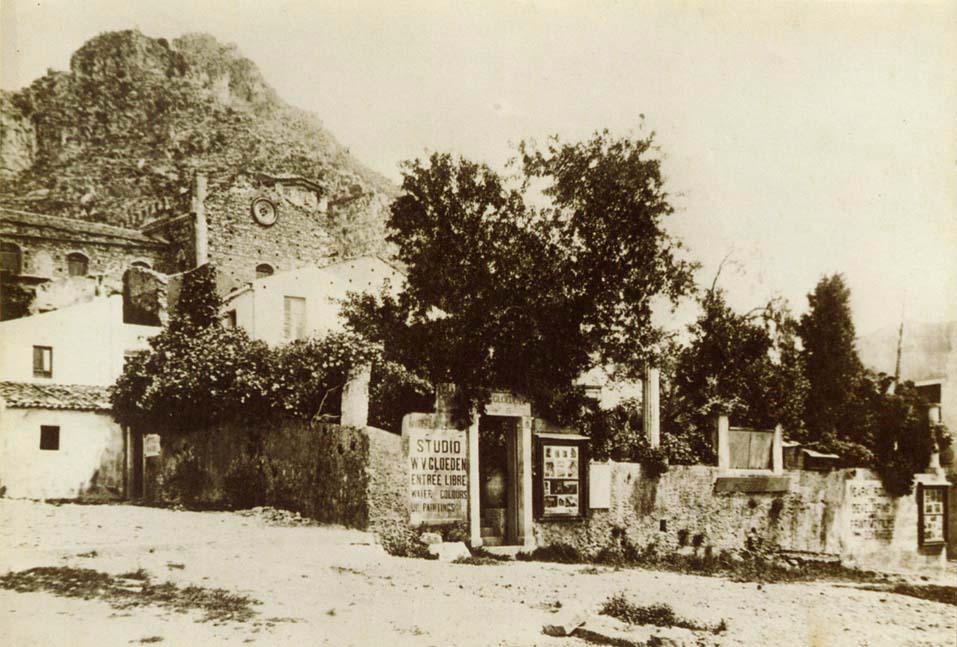
Casa y estudio de Wilhelm von Gloeden en Taormina.

El barón Wilhelm von Gloeden (16 de septiembre de 1856 – 16 de febrero de 1931) fue un fotógrafo alemán que desarrolló su carrera fundamentalmente en Taormina, Italia. Es conocido por sus estudios de desnudos de jóvenes sicilianos, que generalmente aparecen, con poses muy cuidadas, en marcos de referencias clásicas.

## Biografía

### Primeros años
Nació en Mecklenburgo (norte de Alemania) en 1856 y fue bautizado el diez de octubre de ese año en la iglesia de Blankenhagen. Su padre, Hermann von Gloeden (1820–1862), que murió a una edad temprana, era un alto funcionario  al servicio del Gran Duque de Mecklemburgo-Schwerin. Su madre, Charlotte, ya había estado casada con anterioridad, pero tras enviudar del padre de Gloeden, se volvió a casar por tercera vez en 1864, esta vez con un político conservador y periodista llamado Wilhelm Joachim von Hammerstein. Durante su infancia, las relaciones de Gloeden con su padrastro no habrían sido buenas. El punto de referencia familiar más importante para él sería siempre su media hermana Sofía Raabe, fruto del primer matrimonio de la madre, quien lo acompañaría luego durante años y hasta su muerte en Sicilia.
Después de estudiar Historia del Arte en Rostock (1876), estudió pintura en la Academia de Arte de Weimar (1876-1877), hasta que se vio obligado, por una enfermedad pulmonar (seguramente tuberculosis), a interrumpir sus estudios durante un año, tiempo en el que permaneció convaleciente en un sanatorio en el Mar Báltico.

### Años de esplendor
Por recomendación de su amigo el pintor Otto Geleng (1843–1939), que había vivido con anterioridad allí, y buscando climas benignos para su salud, viaja a Italia en 1877. En esa altura von Gloeden era un hombre rico, ya que su padrastro, por aquella época, era consejero del Kaiser. En primer lugar recala en Nápoles, donde seguramente convivió con su primo, el por entonces ya fotógrafo Wilhelm von Plüschow (1852-1930), que había llegado unos años antes a Italia, y con el que se dice que aprendió los rudimentos de la fotografía.
Posteriormente se repetirían los viajes para colaborar con su primo. Algunas veces lo hace acompañado de sus modelos sicilianos, tal y como demuestran las fotos de estos muchachos efectuadas por ambos primos en Nápoles o en sus proximidades. Tras el encuentro inicial con Plüschow, termina por asentarse en Taormina, por entonces una pequeña localidad en la costa de la isla de Sicilia. A excepción del periodo comprendido entre 1915 y 1918, correspondiente a la Primera Guerra Mundial, cuando fue forzado a dejar Italia por ser ciudadano alemán, permanecería ya para siempre en Taormina hasta su muerte en 1931.

Le tre grazie.

El motivo de la elección de esta localidad (a la que calificaría de “paraíso en la tierra” y en la que venció a su enfermedad) como lugar en el que asentarse, sería, según Alberto Mira, porque allí encontró dos grandes atractivos: por una parte su clima seco, ideal para su enfermedad, pero por otra, los poemas de August von Platen (1796-1835) y su leyenda pudieron haber tenido también su influencia. “El atractivo del Mediterráneo como arcadia erótica para homosexuales de países brumosos puede parecer un tópico fácil, pero los trabajos de Gloeden y las novelas de autores como Edward Foster (1879-1970) o Norman Douglas (1868 – 1952), proporcionan evidencias que demuestran que se trataba de una práctica real.
La riqueza evidente de Gloeden en un medio extremadamente pobre, como era el sur de Italia de entonces, podría explicar por qué su homosexualidad y la expresión evidente de la misma a través de su vida y de su trabajo serían toleradas por los lugareños.
Por su parte Gloeden se encontró en una Italia que para él revivía el ideal mítico de la antigüedad clásica. Además, a diferencia del Norte conservador, la predisposición de la población a la desnudez sin inhibiciones (por aquel entonces era fácil encontrar a niños desnudos en la calle), fue para él como una liberación del conservadurismo y mojigatería alemana.
Cuando llegó a Taormina se alojó inicialmente en el Hotel Victoria, pero pronto compró una casa cerca de Santo Doménico. Por aquel entonces la ciudad tenía 3.218 habitantes.  El alcalde era un pintor paisajista alemán, Otto Geleng (1843–1939), quien había llegado allí en 1863. A través de él, von Gloeden se familiarizó con los habitantes locales.
Poco después instaló su estudio fotográfico en Taormina, en un principio simplemente como afición. Algunos años después contrató como ayudante y criado a un joven de trece o catorce años llamado Pancrazio Buccini (1879-1963). Era un muchacho de piel oscura, de ojos grandes -como puede verse en muchas de las fotografías que nos han llegado-, por lo que von Gloeden le dio el sobrenombre de «Il Moro» (El «moro»). Este muchacho cuidó desde un principio de la salud del barón, administrando medicamentos, consiguiendo en el pueblo las comidas especiales que requería, preparándole los baños calientes de agua salada que le habían prescrito, pero también consiguiendo a jóvenes locales que participaban en las fiestas nocturnas que Wilhelm empezó a ofrecer a sus muchos visitantes o para que sirviesen como modelos de sus fotografías. Il Moro no sería, con el tiempo, un simple sirviente, sino que llegó a convertirse en el principal aliado del barón, terminando por ser el heredero de su legado fotográfico.
Zinaida Gippius (1869-1945), en el año 1899, habla de Il Moro, a quien extrañamente llama Luigi, y lo describe así:
“[…] es el brazo derecho del barón. Se ocupa de las cuestiones domésticas, e imprime fotografías (aunque también tiene un asistente, Mino). El aspecto de Luigi es extraordinario. Cuando se mira su cara salvajemente hermosa, con nariz corta, cejas extrañamente elevadas, parece que uno está viendo a un fauno de tiempo inmemorial”
La fortuna del barón le permitía vivir según su inclinación siguiendo los cánones del esteticismo: en su caserón recibe a invitados en una atmósfera de lujo decadentista. A sus invitados les ofrece muchachos, a menudo vestidos a la usanza de la antigua Grecia. Cuando su salud mejora, llama a su hermana Sofía, quien viaja a Taormina para vivir con él y encargarse de la casa, donde cada vez llegaban más visitantes.
En la década de 1890, debido al "Asunto Hammerstein", el padrastro de von Gloeden cayó en desgracia ante el Kaiser, por lo que el estado confiscó sus propiedades y posesiones. Lo habrían encerrado en prisión de por vida, si no fuese porque consiguió escapar a tiempo. Imposibilitado de ir a Sicilia para reunirse con Wilhelm, pues el Kaiser disponía en Italia de muchos agentes, huyó a Grecia. Wilhelm se encontró, a partir de ese momento, sin la fuente de ingreso que habían significado las remesas periódicas de su padrastro. Consciente de su penosa situación, pensó en prescindir de los servicios de Il Moro, pero, según Peyreffite, este se negó a salir de la casa.

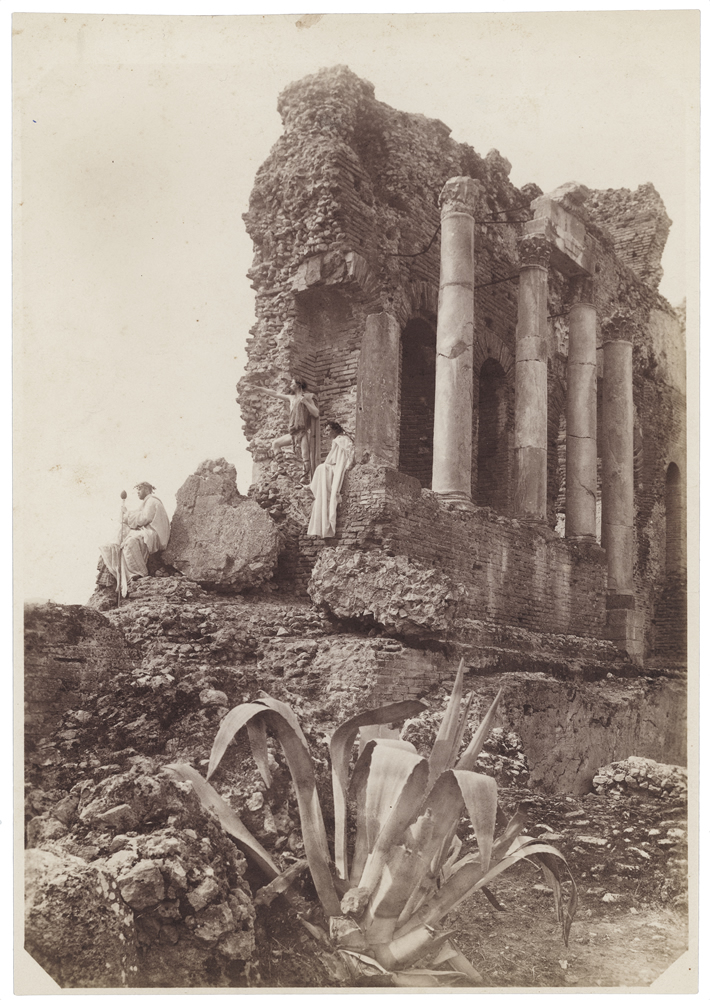
Von Gloeden: El teatro griego de Taormina.

En ese momento Wilhem recibiría un regalo inesperado por parte del Gran Duque de Mecklenburg-Schwerin, Frederick Francis III (1851–1897), quien por padecer una enfermedad respiratoria, pasaba largas temporadas en Italia, buscando su clima benigno y la ausencia de la moral rígida de Alemania, pues su homosexualidad fue siempre un secreto a voces en su país. Según algunas fuentes conocía a von Gloeden desde su juventud, por lo que enterado de la situación por la que pasada el Barón, empezó a enviarle dinero en secreto. Wilhelm aceptó la ayuda pero se ofreció a devolvérsela. A cambio el duque pidió que, como pago, Wilhelm le enviara dibujos y fotografías de la isla. Para que pudiese cumplir el encargo le envió desde Berlín el regalo más inspirado y providencial: una máquina de fotografiar de gran formato.
Von Gloeden empezó fotografiando cada resto arqueológico de la isla, con Il Moro a su lado llevando el pesado equipo o ayudando en el laboratorio o en el cuarto oscuro. Lo que en un principio fue un mero encargo, poco a poco ser iría convirtiendo en su profesión. Pronto empieza a adornar los paisajes con muchachos desnudos, a veces en pareja, que eran en realidad campesinos o pescadores de la región a quienes pagaba para que posasen.
Para familiarizarse con las técnicas fotográficas del momento, utilizó la experiencia de su primo Guglielmo Plüschow, y también la de otros fotógrafos de la isla, quienes lo ayudaron en su formación. Entre estos últimos hay que nombrar a los fotógrafos locales Giovanni Crupi (1859–1925) con estudio en la Vía Teatro Greco y el farmacéutico y también fotógrafo Giuselle Bruno (1836–1904), con estudio en el Corso.
Su obra es pronto conocida en toda Europa, llegando a tener como cliente a los reyes Eduardo VII, Alfonso XIII y al Káiser Guillermo II. Recibe premios internacionales y algunas personalidades de prestigio, como Oscar Wilde (que lo visita en diciembre de 1897), Richard Strauss, Jacques d’Adelswärd-Fersen, Anatole France, Marconi, el poderoso industrial alemán Krupp lo visitan en su estudio. También sus obras se exponen internacionalmente: Londres (1893),  El Cairo (1897), Berlín (1898–99, incluyendo una exposición individual), Filadelfia (1902), Budapest y Marsella (1903), Niza (1903 y 1905), Riga (1905), Dresde (1909) y Roma (Feria Mundial de 1911).
El éxito de sus fotografías, que comercializa con habilidad, le permite rápidamente retomar el ritmo de vida anterior a la caída de su padrastro ante el Káiser.
Según Peyreffite, von Gloeden tenía un gran encanto personal que le permitía relacionarse con al gentes sencillas de la isla, que pronto empezaron a llamarle 'Gugliemo', el equivalente italiano de William. Esto, unido a una gran generosidad, hizo que las gentes del lugar prefirieran ignorar sus fiestas nocturnas, aunque en ellas estuvieran involucrados sus propios hijos. Terminaron por verlo, incluso, como a un generador de empleo cuando la necesidad de alguna familia era acuciante. Creó un sistema de contabilidad mediante el que compartía el resultado de las ventas de las fotos con los muchachos que habían posado para su cámara. Este dinero permitió a muchos hombres jóvenes empezar negocios o comprar barcas con los que poder ganarse la vida, o procurarse una educación en la ciudad. El nombre de algunos de sus modelos son conocidos: Vincenzo Lupicino; Peppino Caifasso, llamado Carafasso; Pietro Caspano, llamado Capanu; Nicola Scilio, llamado Sciglio; Giuseppe De Cristoforo; Maria Intelisano (sobrina del párroco del pueblo vecino de Castelmola).

### Últimos años
En 1914 comenzó la Primera Guerra Mundial, en la que Italia se unió a los aliados contra Prusia, lo que conllevó que Wilhelm y su hermana Sofía fuesen vistos como enemigos, por lo que se vieron obligados a regresar a Alemania, cuando Wilhelm tenía ya 58 años.
Tras finalizar la guerra, Wilhelm y Sofía volvieron a Taormina en 1917. Los años que siguieron al conflicto europeo fueron prósperos para el Barón, pues aunque ya fotografió poco, -sus últimas fotos son de 1930, cuando ya tenía 74 años-, continuó haciendo copias nuevas de las placas que formaban su voluminoso archivo.
Sofía, su hermana, murió tres meses antes que él. Al barón le llegó la muerte el 16 de febrero de 1931, a los 75 años, y tras más de cincuenta en aquellas tierras. Los hermanos fueron enterrados en el pequeño cementerio de Taormina. Según refiere Peyrefitte en su novela sobre el barón, tras un viaje a la isla en los años cuarenta del siglo pasado, la tumba del artista "tiene de eterno decorado las montañas de Sicilia y el mar Jónico. Sólo la tierra cubre su ataúd; no tiene lápida, sino un cerquillo de piedras, un hermoso rosal en un rincón y una cruz de piedra, con las fechas de su nacimiento y su muerte".
Il Moro fue nombrado heredero y albacea de Gloeden. Recibió todas las posesiones personales y unas 3,100 placas de negativos. En 1936 la policía del gobierno fascista de Mussolini hizo una incursión en la casa de Il Moro, confiscando las placas, y deteniéndolo a él acusado de posesión de pornografía. No obstante conseguiría ser declarado inocente en el juicio que siguió en un tribunal de Mesina (1939-1941). El veredicto de absolución no pudo devolver todas las placas confiscadas, ya que muchas habían sido destruidas (en aquel entonces los negativos eran de vidrio). Las placas restantes -menos de la mitad del número original- fueron distribuidas y escondidas entre las familias locales y algunos personajes eruditos italianos hasta que terminó la Segunda Guerra Mundial. Durante ese tiempo, otras placas también se perdieron. Cuando la colección se reunió finalmente, se comprobó que de las 3100 placas heredadas, habían sobrevivido cerca de 1300, que se encuentran en la Fondazione Alinari en Florencia, (institución que en 1999 compró 878 negativos de vidrio y 956 copias de época que habían pertenecido a Bucini para agregar a su colección preexistente de 106 copias).

## Obra
Von Gloeden se tomó desde un principio a la fotografía como arte. Por eso buscó siempre realizar composiciones preciosistas, en las que cuidaba los encuadres, la puesta en escena, los modelos y la iluminación natural. Bajo el punto de vista técnico fue innovador en el uso de filtros fotográficos y en la utilización de técnicas tales como el maquillaje del cuerpo de los modelos (mediante una mezcla de leche, aceite de oliva y glicerina) para disimular imperfecciones de la piel, contribuyendo así a la belleza de sus obras.
A lo largo de su vida realizó diferentes tipos de fotografía. Las de mayor éxito en la Europa de entonces fueron aquellas que captaban la imagen, relativamente casta, de composiciones formadas por campesinos, pescadores o pastores, ataviados con poca ropa, o con togas o ropajes tradicionales, lo que en general disimulaba sus implicaciones homoeróticas. También fotografió paisajes y aunque por lo general sus modelos siempre fueron masculinos, en ocasiones también fotografió mujeres.
Sus fotografías más conocidas actualmente son las de desnudos masculinos. Estas son imágenes mucho más explícitas en las que aparecen niños y jóvenes de edades comprendidas entre los diez y veinte años –rara vez hombres mayores-, generalmente desnudos (a veces con genitales prominentes) y que, por su contenido, su venta quedaba reducida a clientes especiales y siempre con discreción. A pesar de todo, no consta que el Barón llegase a realizar fotografía de contenido pornográfico, como si lo hizo con seguridad Vincenzo Galdi y, tal vez, su primo von Plüschow. En su caso hay un referente ideal en toda su obra que habla de inocencia.
Según Mira sus fotos, vistas hoy día, tiene un indudable componente homoerótico: los efebos, sus miradas, sus sonrisas, incluso el marco clásico en que se sitúan remiten a la imagen típicamente homosexual.
Famoso en su época, su obra fue posteriormente silenciada durante muchas décadas, para resurgir (ayudada inicialmente por la novela de Peyreffite) en los últimos tiempos como "el más importante artista visual gay anterior a la Primera guerra mundial", según Thomas Waugh.